# Renegade (Lied)
Renegade (englisch für „Abtrünniger“) ist ein Lied des US-amerikanischen Rappers Jay-Z, das er zusammen mit dem Rapper Eminem aufnahm. Der Song wurde am 11. September 2001 auf seinem Studioalbum The Blueprint veröffentlicht und ist die einzige Kollaboration auf dem Album.

## Inhalt
Auf Renegade rechnen Jay-Z und Eminem mit ihren Kritikern ab. Diese meinen, dass Jay Z den Draht zu seinem früheren Leben verloren habe und sich nur noch mit dem Reichtum beschäftige. Bei Eminem kritisieren sie seine Textinhalte und meinen, dass er ein schlechtes Vorbild für Kinder sei.
In der ersten Strophe rappt Jay Z über die Ansichten anderer, er würde nur über Juwelen rappen, und schlägt zurück mit der Behauptung, diese hören seiner Musik nicht richtig zu. Jay Z rappt in den nachfolgenden Zeilen über die Nachbarschaft aus der Sicht eines Reporters, wobei er im Gegensatz zu einem Reporter in solch einer Nachbarschaft gelebt hat. Außerdem prangert er die Musikkritiker an. Diese könnten seine Musik nicht bewerten, wenn sie nicht dasselbe durchgemacht hätten wie er. In der dritten Strophe führt Jay Z seine Kritik weiter fort. Aus Sicherheitsgründen trug er immer eine Waffe, die er unter seinem Mantel versteckte. Sein Vater hatte die Familie verlassen, die Mutter war oft nicht zu Hause, was ihn dazu zwang, im jungen Alter bereits der „Mann im Haus“ zu sein und jeden zu unterstützen. Jay Z würde gern Biggie erzählen, dass er nun Multi-Platin-Platten habe. Im Lied Young G’s von Puff Daddy rappte Jay Z an Biggie, dass er Platten mit mehrfachausgezeichnetem Platin verkaufen würde, bevor er sterbe.
Im Refrain sagen beide Rapper, dass sie nie Angst davor hatten, ihre Meinung und andere Dinge zu jeder Zeit zu sagen. Sie bezeichnen sich daher als „Abtrünnige“.
Eminem selbst ist in der zweiten und vierten Strophe zu hören. Er werde von Eltern als Bedrohung wahrgenommen und vergleicht sich dabei auch mit Elvis Presley, der mit seinem Hüftschwung bei den Eltern damals für Ärgernis sorgte. Kritik übt er an Leuten, die behaupten, dass Eminem homophob und misogyn sei. In Amerika werde über Eminem diskutiert, er werde gehasst und als Drogensüchtiger gesehen. Er stellt die These auf, dass die Eltern, welche seine Musik verurteilten, in einer schlechten Beziehungen seien. In der vierten Strophe meint Eminem, er sei ein moderner Shakespeare, der, wie Jesus, Millionen von Menschen beeinflusst habe. Dieses Bild zerstört Eminem, indem er sowohl Christen als auch Mormonen verspottet. Seine antichristliche Tirade führt er weiter. Gegen die Mormonen ziehe er in den Krieg und mit den Katholiken gehe er in heiligem Wasser baden. Eminem würde es nicht wundern, wenn Katholiken ihn bei einer angeblichen Taufe ertrinken wollten. Die Leute würden den neuen Ice Cube nicht mögen. Eminem fragt sich, was er getan habe, dass Ice Cube ihn nicht möge, wobei er auf das Gerücht eingeht, Ice Cube habe ihn nie wirklich gemocht.

## Produktion
Das Instrumental des Liedes wurde von Eminem selbst produziert. Der Song sollte ursprünglich eine Zusammenarbeit zwischen Eminem und dem Rapper Royce da 5′9″ im Rahmen der Gruppe Bad Meets Evil sein und auf dem Album Rock City erscheinen. Royce da 5′9″ entschied sich aber für den Titeltrack Rock City, sodass Eminem den Song an Jay Z übergab.

## Auszeichnungen
Obwohl Renegade nie als Single veröffentlicht wurde, erhielt es aufgrund von Downloads und Streaming für mehr als 500.000 verkaufte Einheiten in den Vereinigten Staaten im Jahr 2018 eine Goldene Schallplatte.

| Land/Region                  | Auszeichnungen für Musikverkäufe (Land/Region, Auszeichnung, Verkäufe) | Verkäufe |
| ---------------------------- | ---------------------------------------------------------------------- | -------- |
| Vereinigte Staaten (RIAA)    | Gold                                                                   | 500.000  |
| Vereinigtes Königreich (BPI) | Silber                                                                 | 200.000  |
| Insgesamt                    | 1× Silber · 1× Gold ·                                                  | 700.000  |

Hauptartikel: Jay-Z/Auszeichnungen für Musikverkäufe